# ジャン・ポーラン
ジャン・ポーラン（Jean Paulhan、1884年12月2日 - 1968年10月9日）は、フランスの言語学者、作家、文芸評論家。アカデミー・フランセーズ会員。戦前・戦後の30年にわたってアンドレ・ジッドらが創刊した『新フランス評論』誌の編集長を務め、戦時中は対独レジスタンスに参加し、地下出版の『レットル・フランセーズ (フランス文学)』紙を創刊した。ルイ・アラゴン、ポール・エリュアール、アンドレ・ブルトン、アントナン・アルトーらのシュルレアリスムの詩人、アメデエ・オザンファン、ジャン・デュビュッフェらの前衛芸術家を支援し、『O嬢の物語』の序文を執筆して刊行にこぎつけるなど、「新人発掘の名人」、「フランス文学の黒幕」と呼ばれた。マダガルカル・メリナ族の民衆詩ハインテーニの研究、『タルブの花』に代表される文学言語の研究でも知られる。

## 背景
ジャン・ポーランは1884年12月2日、南仏ガール県の県庁所在地ニーム（オクシタニー地域圏）で哲学者フレデリック・ギヨーム・ポーラン（フレデリック・ポーラン） (1856-1931) とジャンヌ・アンリエット・テロン (1863-1944) の子ジャン・オーギュスト・ポーランとして生まれた。1894年から1906年のドレフュス事件において、父フレデリックは終始一貫してドレフュス派であった。司書としてニーム図書館に勤務していたが、1896年12月に辞職して上京。一家はパリ近郊のジュヴィジー＝シュロルジュ（エソンヌ県）に居を構えた。父フレデリックは執筆活動に専念。母ジャンヌはパリ5区で下宿屋を営み、主に中東欧からの留学生に部屋を貸していた。1911年に結婚することになるポーランドのウッチ出身のサロメア（サラ）・プルサックはこうした間借人の一人であり、パリで医学を勉強していた。
ジャン・ポーランは1902年にリセ・ルイ＝ル＝グランを卒業。修辞学と哲学を専攻した。1904年からサンタンヌ病院の精神科でジョルジュ・デュマに師事した。1905年にソルボンヌ大学で文学・哲学の学士号を取得。当時は徴兵制が敷かれており、ポーランはムラン第91歩兵連隊に配属された。1906年からアグレガシオン（教員一級免許）取得のための奨学金を受け、1907年に受験したが不合格。中国語の勉強を始めた。

## マダガスカル

### 中学校教員
1907年にマダガスカル総督からの依頼により、首都アンタナナリボのガリエニ中等教育学校の文学教員として赴任した。マダガスカル・アカデミーを創設したジョゼフ・ガリエニ総督に因んで名付けられたこの中学校は、ジャン＝ヴィクトル・オーガニュール総督がフランス人入植者や兵士、官吏の子弟の教育機関として設立した学校であり、ポーランはここで1910年まで、文学のほかラテン語、道徳、哲学、さらにはドイツ語、地理学、歴史学を教え、1910年からは校長、舎監、出納係まで務めている。最初はイメリナ王国の前外務大臣の兄弟であるラファマンタナナを当主とするアンタナナリボのフヴァ族（メリナ族の別称）の家族でほぼ1年間生活し、次に、アンボヒマンガの奴隷層出身のラベの家族、さらに南部出身のアンドリアナ（貴族）の家庭で生活した。

### 民衆詩ハインテーニ研究

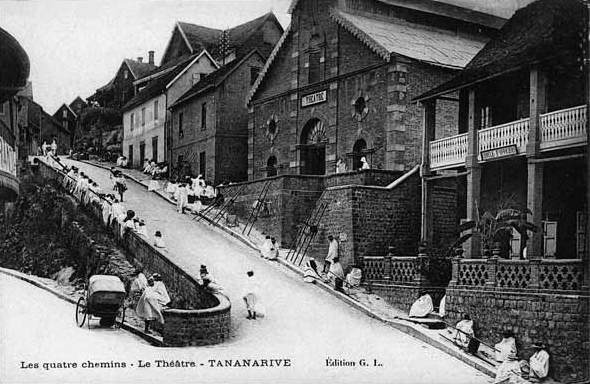
1905年頃のアンタナナリボ

1879年にマダガスカルに着任したイエズス会のマルザック神父が著したマダガスカル語の文法書を読み、直接マルザック神父に会う機会を得たポーランは、マダガスカル人にフランス語を教えながら、彼らからマダガスカル語の話し言葉、口承文学を学んだ。この経験が彼に植民地化の過程におけるマダガスカル語およびフランス語教育のあり方を問い直す契機を与え、また、後の民衆詩ハインテーニの研究、ひいては言語研究、とりわけ文学言語の研究に道を拓くことになる。
1909年4月に詩人のヴァンサン・ミュゼリとともに「日常生活・学術研究・社会活動における知識人の実験的・抽象的・実用的研究のための評論誌」『ル・スペクタトゥール』を創刊。1910年にマダガスカル語教員免許を取得し、国立東洋言語文化学院のロシア語教授で1908年に学長に就任したポール・ボワイエにより同校の教員に任命され、同年12月に帰国。すでにマダガスカル・アカデミーの通信員としてハインテーニに関する研究成果を発表していたが、翌11年にはパリ言語学協会の会員やアジア協会の会員に選出され、アジア協会の機関誌『ジュルナル・アジアティック』にも寄稿した。
1911年6月6日、ポーランド生まれの医学生サラ（サロメア）・プルサックと結婚し、パリ14区に居を構えた。二人の間には二子（ピエール、フレデリック）がある。サラとは1933年7月に離婚し、12月にジェルメーヌ・ジャンヌ・ドータンと結婚した。ジェルメーヌは病気がちで、まもなくアルツハイマー病のため外出も困難になった。
ソルボンヌ大学にハインテーニに関する博士論文を提出するために、「ことわざの意味論 ― マダガスカルのことわざの変種に関する考察」、「マダガスカルのことわざ的な表現の言語学的分類の試み」、「マダガスカル語における抽象的観念と常套句 ― その形成の法則」、「嘘と偽善の観念 ― 心理学的批評の試み」といった題目を検討していたが、最終的には1912年に「メリナ族のハインテーニ ― マダガスカルの民衆詩」により博士号を取得。『ジュルナル・アジアティック』に掲載された後、翌13年に東洋学専門のグトネル出版社から刊行された。これは彼が収集した800以上のハインテーニから163首を選んで主題ごとに分類し、フランス語訳と注釈を付したものである。ポーランはさらに推敲を重ね、1939年にはガリマール出版社から『ハインテーニ』改訂版を刊行した。

## 第一次世界大戦
1913年11月末に公教育相レオン・ベラールから、公教育省およびエコール・デ・ボザールの機関紙の編集員・研修員となる許可を得たが、1914年に第一次世界大戦が勃発すると、歩兵連隊の伍長として出征した。同年12月に負傷し、コンピエーニュ、次いでアンジェの病院に入院した後、翌15年2月に復帰したが、心臓の異常とマラリアのためにムランの病院に再入院した。退院後、空軍の監視兵、次いで1917年7月までセルスイユ＝ブレーヌ（オー＝ド＝フランス地域圏エーヌ県）の監視局長を務めた。この間、マダガスカル人兵士に自動車の運転などの技術を指導した。第一次大戦中には約55万人のフランス人入植者および植民地原住民が欧州各地の戦場に送られ、10万人の戦死者を出したが、マダガスカル人も4万5000人が志願し、12のマダガスカル人歩兵連隊に配属され、4000人余りが戦死した。ポーランはこのようなマダガスカル人の指導にあたったのである。さらに、1917年10月に特務曹長に昇進すると、タルブ（南仏オート＝ピレネー県の県庁所在地）のマダガスカル人連隊への転属を願い出て、終戦まで通訳を務めた（代表作『タルブの花』はこの地名に因む）。1916年、こうした功により、クロワ・ド・ゲール勲章を授与された。入院中に自伝小説を書き始め、1917年に「かなり緩慢な愛の進行」、「ラリー」と併せて『熱心な戦士』として刊行した。本書はゴンクール賞およびフェミナ賞の候補となり、翌18年に本作品により、「詩のローマ賞」と呼ばれた「文学の旅国家奨学金」を受けた。

## 戦間期

### 新フランス評論
戦前から文芸誌を主宰していたポーランは、戦時中も後にダダイズム、シュルレアリスム、ピュリスムなど戦後の芸術運動を率いることになる詩人のアンドレ・ブルトン、ポール・ヴァレリー、ポール・エリュアール、画家のアメデエ・オザンファンらと手紙のやり取りを続けていた。ポーランは多くの往復書簡を残したことでも知られ、これらは現代フランス文壇史を語る上で欠くことのできない資料とされる。ポーランの孫娘クレール・ポーランは1995年にクレール・ポーラン出版社を創設し、これらの往復書簡を多数刊行した（「著書」参照）。

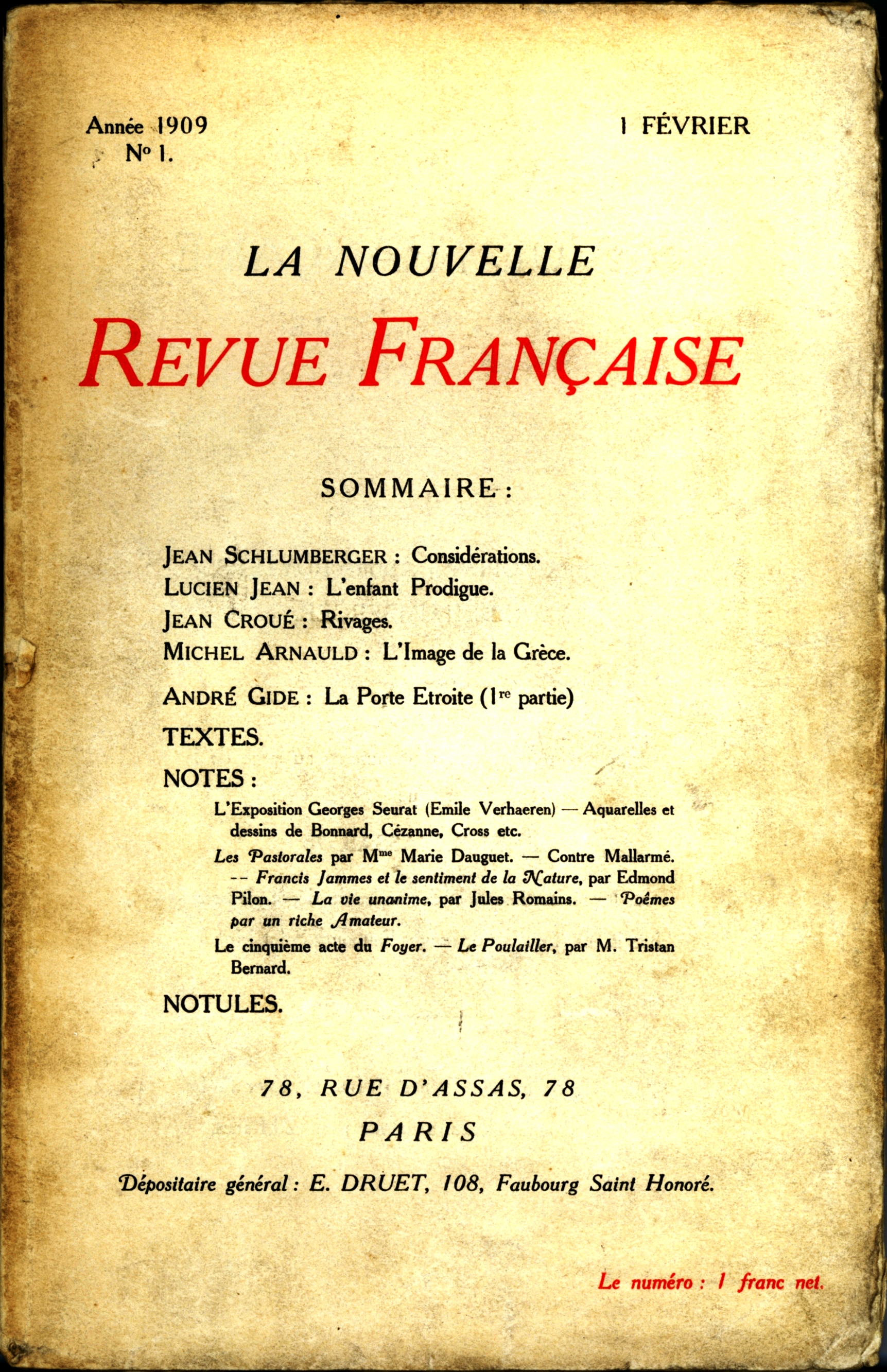
『新フランス評論』1909年2月1日号の表紙

大戦中に休刊となっていた『新フランス評論 (NRF)』が、1919年6月に新編集長ジャック・リヴィエールのもとで活動を再開した。1909年2月にアンドレ・ジッド、アンリ・ゲオン、ジャン・シュランベルジェ、ジャック・コポー、アンドレ・リュイテル、マルセル・ドルーアンによって創刊された同誌は、戦前にジッドとコポーが編集長を務め、戦間期には党派性を排除し、外国文学を積極的に紹介したことで国際的な影響力をもつことになった。戦前の主な寄稿者に（創刊者らのほか）エミール・ヴェルハーレン、ロマン・ロラン、ポール・クローデル、ポール・ヴァレリー、マルセル・プルースト、シャルル・ペギー、ロジェ・マルタン・デュ・ガール、ジャン・ジロドゥ、シャルル・ヴィルドラック、ジョルジュ・デュアメル、ジュール・ロマン、サン＝ジョン・ペルスらがおり、戦後にはアラン、ジュール・シュペルヴィエル、フランソワ・モーリアック、ポール・モラン、ジャン・コクトー、ピエール・ドリュ・ラ・ロシェル、アンリ・ド・モンテルラン、アントナン・アルトー、ポール・エリュアール、アンドレ・ブルトン、ルイ・アラゴン、マルセル・アルラン、アンドレ・マルロー、ジュゼッペ・ウンガレッティ、ジャン・ゲーノらが参加した。終戦直後にリヴィエールと知り合ったポーランも同誌に参加し、たとえば、1920年発行の「俳諧特集号」では、ポーランが俳諧の概説を書いている。
1925年にリヴィエールが死去。公教育省・高等教育課の機関紙『ガゼット・デ・ゼコール』の編集責任者であったポーランが後任として編集長に就任した。以後、1940年に辞任するまで、「新人発掘の名人」、「フランス文学の黒幕」と呼ばれたポーランのもとで、ジャック・シャルドンヌ、ジョー・ブスケ、ウジェーヌ・ダビ、ジャック・オーディベルティ、アンリ・ミショー、ミシェル・レリス、レーモン・クノー、ジャン・フォラン、ジャン＝ポール・サルトル、ルネ・エティアンブル、ロジェ・カイヨワら、党派・国内外を問わず、多くの作家が優れた記事を寄稿した。ポーラン自身は以後、ジャン・ゲランの筆名で記事を掲載した。
編集長就任直後にポーランはまず行動委員会を結成し、ベルンハルト・グレトゥイゼン、シュランベルジェ、ヴァレリー、ジュール・ロマン、アルベール・ティボーデ、マルタン・デュ・ガール、ヴァレリー・ラルボー、フランツ・エランス、フランシス・ポンジュ、マルセル・アルラン、バンジャマン・クレミュー、アンドレ・ジッドが参加した。さらに1928年にはポーラン、シュランベルジュ、クレミュー、アルラン、ラモン・フェルナンデスらが小委員会を結成し（まもなく、ドリュ・ラ・ロシェルも参加）、月例会議を開催した。これらの作家の中には後に対独協力派に転向した者もある。1927年に批評欄を増頁した（総ページ数128ページから144ページへ）。シュルレアリスムの詩人を多数紹介したが、ブルトンとは、アントナン・アルトーがから除名されたことをきっかけに対立が生じた。ポーランはアルトーがロデーズ精神病院に収監された後も毎月送金し、絵画や原稿を売却するなどして支援し続け、退院（1946年）のために尽力した。また、1936年3月にガストン・ガリマールに代わって『新フランス評論』の経営責任者に就任すると、ガリマール出版社から「メタモルフォーズ (変身)」、「観念図書館」などの叢書を創刊・編纂し、『新フランス評論』主催のプレイヤード賞の審査員を務めるなど文学界を牽引する存在となった（プレイヤード賞の審査委員長はジャック・ルマルシャン、委員はポーランのほか、アルラン、モーリス・ブランショ、ブスケ、アルベール・カミュ、エリュアール、ジャン・グルニエ、マルロー、クノー、サルトル、ロラン・テュアル）。

### 1930年代の反ファシズム知識人団体に対する距離
1930年代に知識人による反ファシズム団体が結成された。1931年に『ノートル・タン』に過激なナショナリズムに反対し、欧州・独仏協調を目指す知識人186人のマニフェストが掲載され、ロマン・ロランとアンリ・バルビュスは1932年に国際反戦会議を呼びかけた。アムステルダムで開催されたこの会議に参加した知識人は、パリのサル・プレイエルを拠点とする反ファシズム労働者運動に合流し、アムステルダム＝プレイエル運動を結成した。ロマン・ロランはさらに、作家・政治家のジャン＝リシャール・ブロックの協力を得て1923年に反ファシズムの文芸誌『ユーロープ（欧州）』を創刊し、1929年から36年までジャン・ゲーノが編集長を務めた。同誌の経済コラムを担当していた会計院検査官のフランソワ・ヴァルテルが、反ファシズム知識人監視委員会の結成を呼びかけた。これは直接には、アクション・フランセーズなどの右派・極右勢力がナチスによるドイツ制覇に連動して民衆を扇動し、国会前で共和制打倒の暴動を起こした1934年2月6日の危機に抗議する運動であり、ファシズム勢力に対抗する人民戦線の結成につながった。1935年11月8日には、ジャン・ゲーノ、アンドレ・シャンソン、アンドレ・ヴィオリスが人民戦線の機関誌『ヴァンドルディ』を創刊した。ポーランは1935年5月の市町村議会議員選挙で人民戦線の候補者としてシャトネ＝マラブリー（イル＝ド＝フランス地域圏オー＝ド＝セーヌ県）から選出され（1941年まで在任）、『新フランス評論』の活動においても『ヴァンドルディ』と共同戦線を張ったが、知識人の反戦・反ファシズム運動に直接参加することはなかった。

## 第二次世界大戦 - 対独レジスタンス
第二次世界大戦中のヴィシー政権下で、ナチス・ドイツによって反ナチス的な書物やユダヤ人による出版が禁止され、厳しい検閲が行われた。また、あらゆる物資が不足し、紙やインクなども配給制であった。ドイツ軍は配給を制限することで、さらに言論・思想の自由を抑圧したのである。さらに、1940年9月28日には出版社労働組合と占領当局との間で検閲協定が締結され、『新フランス評論』を出版していたガリマール出版社もこの協定に署名した。一方、同日付で駐仏ドイツ大使オットー・アベッツが禁書目録「オットー・リスト」を発表した。これは出版社ごとに（ガリマール出版社は『新フランス評論』出版社として）発禁または書店から回収する842人のユダヤ人作家・反ナチス作家（主に共産主義者）の著書1,060冊の一覧であり、ハインリヒ・ハイネ、トーマス・マン、シュテファン・ツヴァイク、マックス・ジャコブ、ジョゼフ・ケッセル、ジークムント・フロイト、カール・グスタフ・ユング、ジュリアン・バンダ、レオン・ブルム、カール・マルクス、レフ・トロツキー、ルイ・アラゴンらの名前が挙がっている。ポーランは『新フランス評論』の各号に「立場を明らかにする」と題するコラムを掲載することにし、第1回は「戦時下での精神の自由のために」というテーマを検討していた。対独協力派に転向したドリュ・ラ・ロシェルには、これを激しく批判する手紙を送った。
『新フランス評論』は1940年6月1日に終刊。ポーランは最終号に「希望と沈黙」と題する記事を発表した。半年後の1940年12月にオットー・アベッツの要請により再刊された。アベッツはドリュ・ラ・ロシェルを編集長に任命した。ポーランは協力を求められたが拒否し、同誌の概要を受け取ることにのみ同意した。彼はこのときすでにM・デザレーヌやロマーニュという偽名で対独レジスタンスに参加していた。1940年7月には『フィガロ』紙にアラゴンの詩「リラと薔薇」を掲載した。パリ陥落（独仏休戦協定）を描いた詩で、ポーランはアラゴンにこの詩を見せられたとき、丸暗記していたのである。ナチス・ドイツがフランスに侵攻したのは5月10日、独仏休戦協定が締結されたのは6月22日であり、この経緯を5月に咲くリラと6月に咲く薔薇に託して表現している。

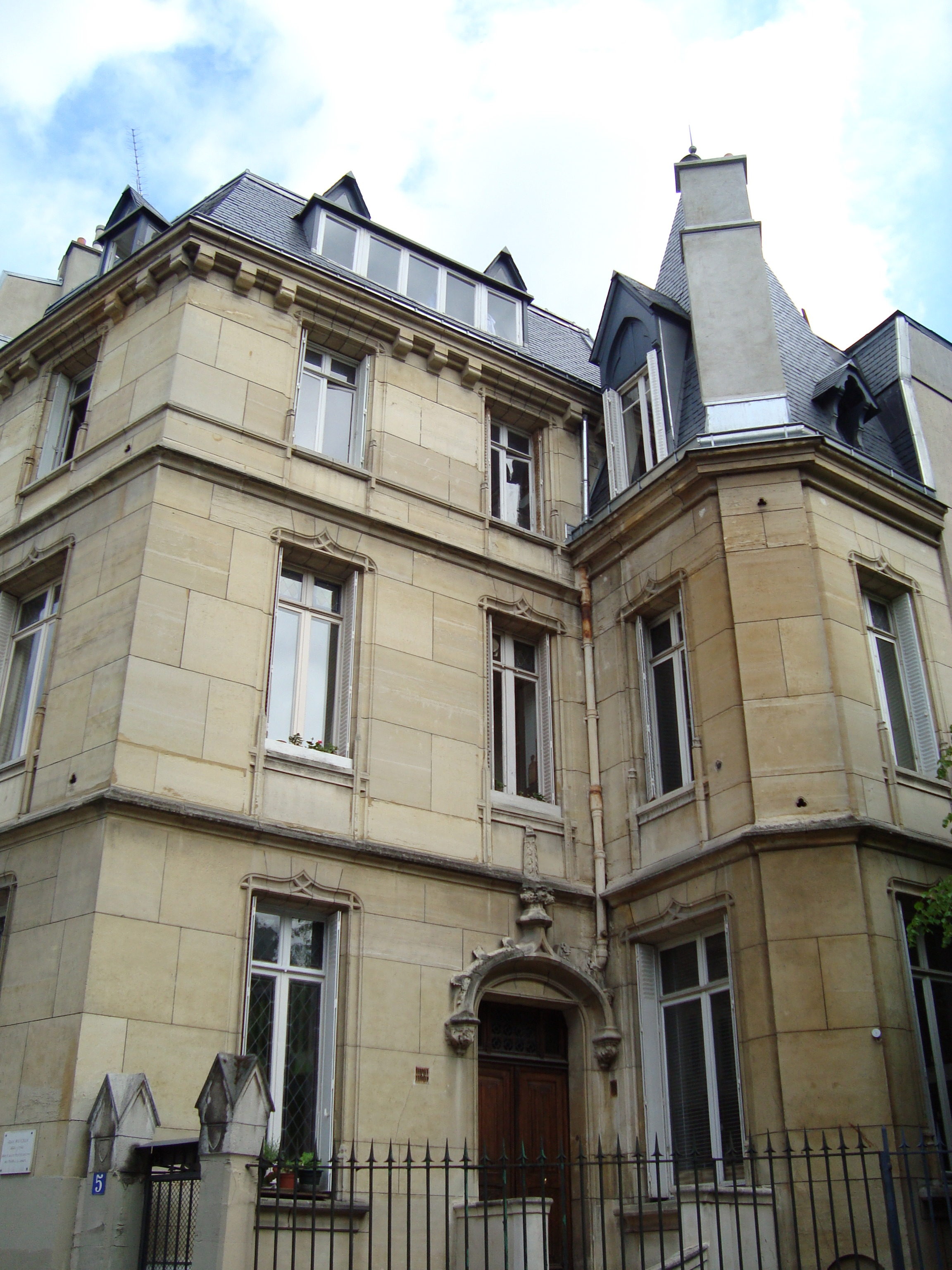
パリ5区アレーヌ通りのポーランの自宅

最初の対独レジスタンス運動として、クロード・アヴリーヌ、ジャン・カスーと最初の知識人レジスタンス・グループ「アラン＝フルニエ友の会」を結成した。アラン＝フルニエは『グラン・モーヌ』で知られる作家で、第一次大戦で戦死した後、ジャック・リヴィエールが、未発表の詩や小説の草稿、雑誌に掲載された随筆などを編纂して、1924年に『奇蹟』と題して刊行した。死亡が確認されたのは1991年のことである。次に言語学者・民族学者のボリス・ヴィルデを中心に結成された「人類博物館グループ」に参加し、特に、ジャン・カスー、人類博物館長ポール・リヴェ、弁護士のレオン＝モーリス・ノルドマンらとともに非合法の機関紙『レジスタンス (新聞)』の編纂にあたった。印刷はパリ5区アレーヌ通りのポーランの自宅で行っていた。このため、1941年5月に逮捕。フレンヌ刑務所に収監されたが、このときはドリュ・ラ・ロシェルの介入で釈放された。

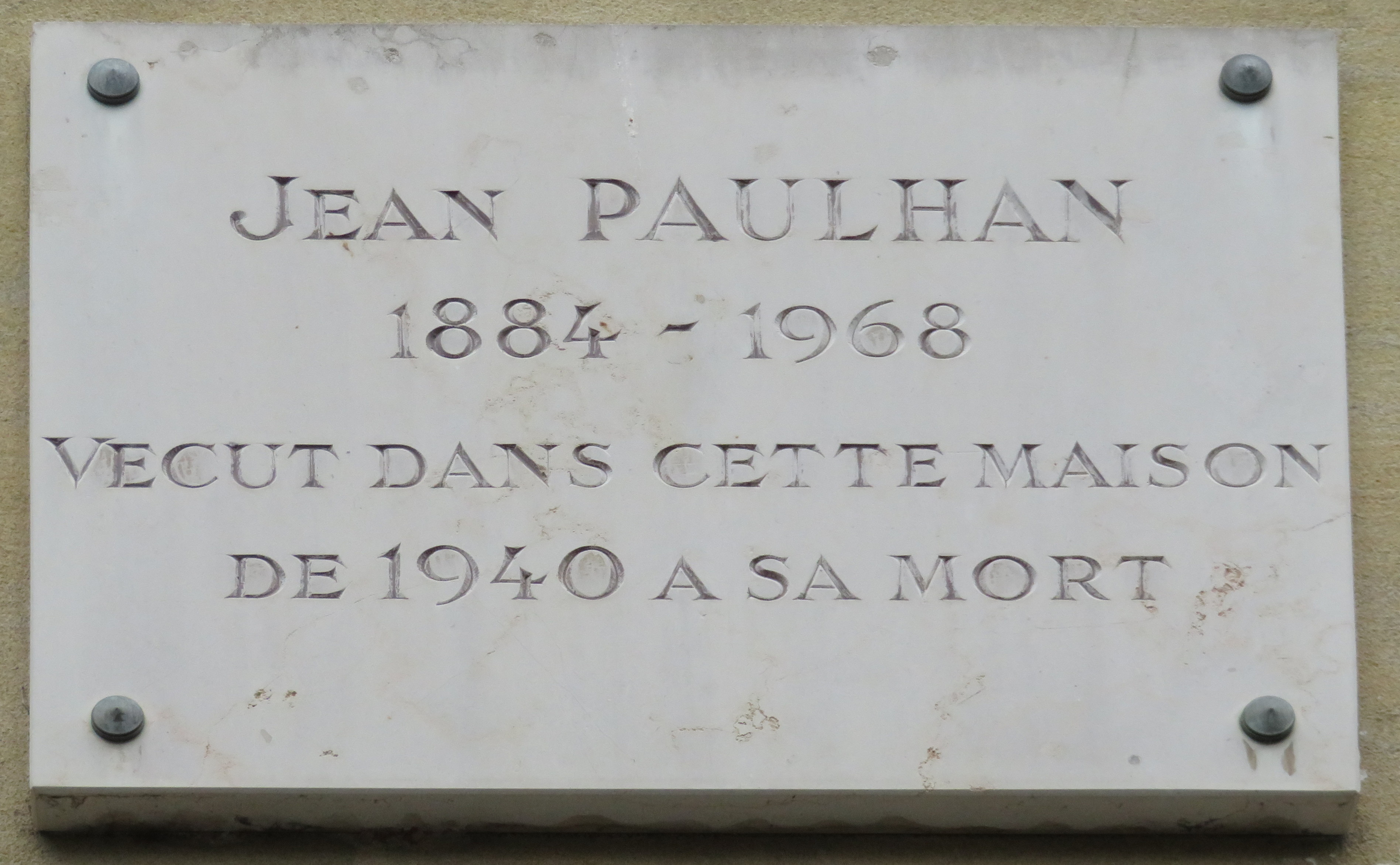
入口左手の銘板

当時挿絵作家のヴェルコールと作家のピエール・ド・レスキュールが地下出版の深夜叢書を創設しようとしていることをジャック・ドビュ＝ブリデルから知らされ、資金援助すると同時に、ポーラン自身もまた、1941年に共産党のレジスタンス・グループ「国民戦線」に属する全国作家委員会 (CNE) の代表ジャック・ドクールとともに地下出版の週刊新聞『レットル・フランセーズ』を創刊した。レジスタンス運動の地下出版物は多数存在したが、特定のレジスタンス・グループに参加するのではなく、文筆活動によってナチスの弾圧に抵抗し、言論・表現の自由を擁護する活動として、いわゆる「レジスタンス文学」を牽引したのが深夜叢書と『レットル・フランセーズ』であった。
一方、全国作家委員会は、1939年8月23日に独ソ不可侵条約が締結されたことを受けて、ジャック・ドクールとジョルジュ・ポリツェルが結成した組織であり、1943年に、ルイ・アラゴンが会長としてエルザ・トリオレとともに南部自由地域の全国作家委員会を結成したことで、ジャン・カスー、クロード・アヴリーヌ、ルイ＝マルタン・ショフィエ、ジャン・プレヴォー、ピエール・セゲルス、アンドレ・ルソー、クロード・ロワらの参加を得て、拡大していった。
ポーランはまた、反ナチズム知識人が集まるサロンを開き、深夜叢書への作家や作品の推薦（ジャン・カスーの『密かに書かれたソネット』、クロード・アヴリーヌの『失われた時』）、刊行された作品の配布、医師ロベール・ドブレ（ミシェル・ドブレの父）などの協力者からの支援金の各組織への分配など、地下出版社の仲介役を担っていた。
1941年3月に人類博物館グループのメンバーが密告により次々と逮捕され、翌42年2月23日にヴィルデ、ノルドマン、アナトール・ルヴィツキーら7人がモン・ヴァレリアン要塞で銃殺刑に処された。同月、ドクールとポリツェルが逮捕され、5月に同じくモン・ヴァレリアン要塞で銃殺された。クロード・モルガンとエディット・トマがジャック・ドクールの後任として『レットル・フランセーズ』を主宰した。
1943年5月から6月にかけて、ポーランはドリュ・ラ・ロシェルと『新フランス評論』の存続について話し合ったが意見の一致を見ることなく、ドリュ・ラ・ロシェルは辞任。1943年7月1日をもって終刊した。ドリュ・ラ・ロシェルの辞任後、ドイツ当局は対独協力に転じたラモン・フェルナンデスを編集長として活動を再開するようガストン・ガリマールに要求したが、ガリマールはこれを拒否。以後10年間にわたって事実上休刊となった。ドリュ・ラ・ロシェルはパリ解放の直後、対独協力により新政府から逮捕令状が発せられ、1945年3月に自殺した。
1944年5月、作家マルセル・ジュアンドーの妻エリーズがポーランは「ユダヤ人」、グレトゥイゼンは「共産党員」だとゲシュタポに偽りの密告をした。マルセル・ジュアンドーから「私が世界で最も愛する人が、私が世界で最も愛する人を告発した」という通知を受け（ただし、ジュアンドーは後に全国作家委員会が作成した対独協力作家のブラックリストに名前が挙がっている）、ポーランはかつて『スペクタトゥール』に寄稿していた作家でアクション・フランセーズに転向したジョルジュ・バトーのもとに身を寄せ、以後、8月まで郊外に隠れ住むことになった。

## パリ解放後

### 対独協力作家ブラックリストの掲載に反対

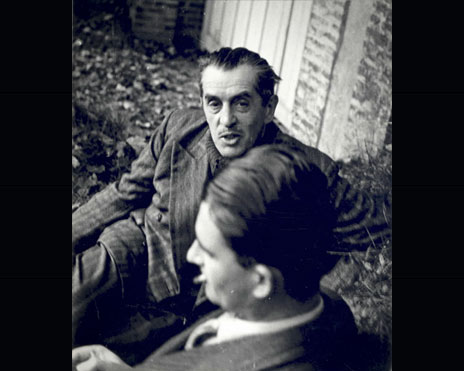
ポーランとジャン・ブランザ（1944年）

パリ解放後の対独協力者の追放・粛清（エピュラシオン）の一環として、全国作家委員会は「裏切り者に対する正当な懲罰」を求める声明を1944年9月9日付の『レットル・フランセーズ』紙上に発表した。この声明にはポーランのほか、ジョルジュ・デュアメル、モーリアック、ヴァレリー、ピエール・ボスト、カミュ、エリュアール、ゲーノ、ミシェル・レリス、クロード・モルガン、クノー、サルトル、セゲルス、エディット・トマ、ヴェルコール、アラゴン、バンダ、カスー、プレヴォー、マルロー、マルタン・デュ・ガールらが署名している。さらに、9月16日付の『レットル・フランセーズ』紙には、対独協力作家のブラックリストが掲載された。これは、全国作家委員会が結成した『レットル・フランセーズ』粛清委員会が、ゲッベルスの宣伝省が1941年以降に開催したワイマール作家会議に出席した作家の一覧に基づいて作成したものであり、ドリュ・ラ・ロシェルのほか、シャルドンヌ、ロベール・ブラジヤック、ルイ＝フェルディナン・セリーヌ、ジャン・ジオノ、サシャ・ギトリ、ジュアンドー、シャルル・モーラス、アンリ・ド・モンテルランらの名前が挙がっていた。ポーランはブラックリストの掲載には反対であり、さらに全国作家委員会がワイマールへの旅に参加した対独協力作家全員の逮捕を求めたことに抗議して、同年9月29日に『レットル・フランセーズ』の編集長を辞任した。また、この数か月後にブラジヤックが死刑判決を受けたときにも、カミュ、モーリアック、ヴァレリー、ヴラマンク、コレット、ジャン・コクトーらとともにド・ゴールに特赦を求める請願書に署名している。ブラックリストは第3回まで『レットル・フランセーズ』紙上に掲載され、以後は非公開とされた。

### 新フランス評論の再刊
一方、『新フランス評論』は占領下でも刊行を続け、むしろドリュ・ラ・ロシェルの編集方針により親独的であったために処罰を受けるおそれがあった。これについてポーランは、ドリュ・ラ・ロシェルの方針とガリマール出版社の方針は別であると証言し、ガストン・ガリマールからの依頼で『新フランス評論』の清算人となり、清算手続きについて『レットル・フランセーズ』紙上で報告した。さらに1953年にはこの後続誌として『新新フランス評論 (NNRF)』を新規に立ち上げ、1968年に83歳で死去するまでマルセル・アルランとともに共同編集長を務めた。1959年に『新新フランス評論』は再び『新フランス評論』に改名された。

### 美術評論
ジャン・ポーランは若手作家だけでなく芸術家を支援し、ジョルジュ・ブラック、ジャン・フォートリエ、アンフォルメル、シャガール、カルスカヤなどに関する著書を発表した美術評論家としても知られている。とりわけ、ジャン・デュビュッフェとは大戦末期からの付き合いで、デュビュッフェはポーランの肖像画を数枚描いている。また、ジャン・デュビュッフェが「アール・ブリュット」の語を生みだしたのは、1945年にポーラン、ル・コルビュジェとスイスに旅したときのことだという。大戦末期には前衛芸術家の作品を紹介する画廊（ルネ・ドルーアン画廊）を開いたルネ・ドルーアンと知り合い、二人で多くの展示を企画した。デュビュッフェのほか、ヴォルス、アンリ・ミショー、マックス・エルンスト、カンディンスキー、具象絵画、アール・ブリュット、そしてフォートリエの連作『人質』などである。

### O嬢の物語
ポーランは、ドミニク・オーリーがポーリーヌ・レアージュの筆名で書き、1955年ドゥ・マゴ賞を受賞した小説『O嬢の物語』の序文「奴隷状態における幸福」を書き、マルキ・ド・サドの研究でも知られるため、長い間、この小説を書いたのはポーランではないかと疑われていた（オーリーが著者であることを公表したのは1994年のことである）。『O嬢の物語』はガリマール社に出版を断られた後、ポーランがポーヴェール出版社のジャン＝ジャック・ポーヴェールに話を持ちかけ、出版にこぎつけたが、ポーヴェールは風紀紊乱のかどでフランス政府により訴えを起こされ、序文を書いたポーランも何度か出頭を命じられた。4年間に及ぶ裁判の後、1959年10月にようやく無罪が言い渡された。オーリーがポーランと知り合ったのは1941年のことであり、ポーランが創刊者だと知らずに、『レットル・フランセーズ』を読むように勧めたことがきっかけである。その後四半世紀にわたって、彼女は『新フランス評論』およびガリマール出版社の事務局を務め、ポーランの最期を看取ったのもオーリーであった。

## 受賞・栄誉
1963年2月24日、ピエール・ブノワの後任としてアカデミー・フランセーズ会員に選出された。1927年1月29日、レジオンドヌール勲章シュバリエを受け、1938年8月5日にオフィシエ、1948年12月29日にコマンドゥール、1966年7月12日にグラントフィシエに昇格された。
- 1916年、クロワ・ド・ゲール勲章（フランス語版）
- 1918年、文学の旅国家奨学金
- 1945年、レジスタンス勲章（フランス語版）
- 1945年、アカデミー・フランセーズ文学大賞
- 1951年、パリ市文学大賞
- 1954年1月、労働名誉勲章（フランス語版）

## 著者
- Les Hain-Tenys Merinas (メリナ族のハインテーニ) (1913, 2007)
- Le Guerrier appliqué (熱心な戦士) (1917, 1930, 2006)
- Jacob Cow le Pirate ou Si les mots sont des signes (海賊ジャコブ・カウ ― 言葉が記号であるなら) (1921)
- Le Pont traversé (渡った橋) (1921, 2006)
- Expérience du proverbe (ことわざの経験) (1925, 2009)
- La Guérison sévère (1925, 2006)
  - 『嶮しき快癒』堀口大學訳、伸展社、1937年、堀口大學訳『花売り娘 - 仏蘭西短篇集』（第一書房、1940年）所収、堀口大學訳『詩人のナプキン』（筑摩書房〈ちくま文庫〉1992年）所収
- Sur un défaut de la pensée critique (批判的思考の欠如について) (1929)
- Les Hain-Tenys, poésie obscure (ハインテーニ ― 難解な詩) (1930)
- Entretien sur des faits divers (1930, 1945, 2009)
  - 『百フランのための殺人犯 ― 三面記事をめぐる対談』安原伸一朗訳、書肆心水、2013年。
- L'Aveuglette (盲目的) (1952)
- Les Fleurs de Tarbes ou la Terreur dans les lettres (1936, 1941)
  - 『タルブの花 ― 文学における恐怖政治』野村英夫訳、晶文社（晶文選書）、1968年。『言語と文学』(書肆心水、2004年) 所収。ポーランの文学言語論。《本書より》「ある命題をとりあげるときには必ずその反対命題の価値をも発見させずにはおかない」「恐怖政治とは、一般に観念の方が言葉よりも価値があり、精神のほうが物質よりも価値があると認めるということである。（恐怖政治とは）言語は思想にとって本質的に危険なものであり、見張っていないと絶えず思想を抑圧しにかかるものだと規定することである」「本質的なものは言語そのものなのである。・・・書くということはあらかじめ存在する知識を伝えようとすることではなく、言語を一つの特殊な空間として探索しようとすることなのである。」（最後に）「私は何もいわなかったことにしておこう」
- Jacques Decour (ジャック・ドクール) (1943)
- Aytré qui perd l'habitude (習慣を失ったエィトレ) (1920, 1943, 2006)
- Clef de la poésie (1945, 2009)
  - 『詩の鍵』高橋隆訳、国文社、1986年。
- F.F. ou le Critique (評論家フェリックス・フェネオン) (1945, 1998)
- Sept causes célèbres (有名な7つの大義) (1946)
- La Métromanie ou les Dessous de la capitale (詩癖 ― 首都の舞台裏) (1946, 2006)
- « Un rhétoriqueur à l’état sauvage », LA NEF, Albin Michel (1946)
  - 「野性状態における修辞家、ポール・ヴァレリー」荒木亨訳、『世界批評大系6 ― 詩論の現在』(筑摩書房、1974年) 所収。
- Braque le patron (守護聖人ブラック) (1945)
- Lettre aux membres du C.N.E. (全国作家委員会の会員への手紙) (1947)
- Sept nouvelles causes célèbres (新・有名な7つの大義) (1947, 2006)
- Guide d'un petit voyage en Suisse (スイス小旅行ガイド) (1947, 2006)
- Dernière lettre (最後の手紙) (1947)
- La patrie se fait tous les jours. 深夜叢書 (1947) - ドミニク・オーリー共編。
  - 『祖国は日夜つくられる（フランス語版）』第I巻・第II巻、渡辺淳、小場瀬卓三、安東次男共訳、月曜書房、1951年。
- Le Berger d’Écosse (コリー) (1948, 2006)
- Fautrier l'Enragé (フォートリエ、アンラジェ) (1949)
- Petit-livre-à-déchirer (破るべき小さな本) (1949)
- Trois causes célèbres (有名な3つの大義) (1950)
- Les Causes célèbres (有名な大義) (1950, 2006)
- Lettre au médecin (医師への手紙) (1950, 2006)
- Les Gardiens (擁護者) (1951, 2006)
- Le Marquis de Sade et sa complice ou les Revanches de la pudeur (1951)
  - 「サド侯爵とその共犯者あるいは羞恥心の報い」澁澤龍彦訳

『筑摩世界文学大系 23　サド、レチフ』(筑摩書房、1977年) 、澁澤龍彦訳「サド公爵とその共犯者」『澁澤龍彦翻訳全集14』(河出書房新社、1997年) に各・所収。
- Petite préface à toute critique (どのような批判にもささやかな序文を) (深夜叢書, 1951, 2009)
- Lettre aux directeurs de la Résistance (レジスタンス指導者への手紙) (1952)
- La Preuve par l'étymologie (語源による証拠) (深夜叢書, 1953, 2009)
- « Le bonheur dans l’esclavage » (1954) - 『O嬢の物語』の序文。
  - 「奴隷状態における幸福」（『O嬢の物語』参照）澁澤龍彦訳および高遠弘美訳
- Les Paroles transparentes (透明な言葉) (1955) - ジョルジュ・ブラックのリトグラフ入り。
- Le Clair et l'Obscur (明暗) (1958)
- G. Braque (1958)
  - 『ブラック ― 様式と独創』宗左近、柴田道子共訳、美術公論社、1980年。
- De mauvais sujets, gravures de Marc Chagall (1958, 2006)
  - 「シャガール」矢内原伊作解説『シャガール』(みすず書房「現代美術4」1960年) 所収。
- Karskaya (カルスカヤ) (1959)
- Lettres (書簡) (1961)
- L'Art informel (アンフォルメル) (1962)
- Progrès en amour assez lents (かなり緩慢な愛の進行) (1966, 2006)
  - 『かなり緩やかな愛の前進』榊原直文訳、水声社、2022年。
- La Vie est pleine de choses redoutables (恐るべき事象に満ちた人生) (1990)
- Chroniques de Jean Guérin (ジャン・ゲランのコラム), 1927-1940, (1991)
- Mescaline 55 (メスカリン55), 2014 - エディット・ボワソナ（フランス語版）、アンリ・ミショー共著。
- Le grand scandale de la philosophie (哲学という大スキャンダル), 2006 - ジャン・デュビュッフェによる肖像画入り。

書簡集
- 226 lettres de Jean Paulhan, Contribution à l'étude du mouvement littéraire en France 1963-1967, Klincksieck, 1975.
- Choix de lettres I, 1917-1936, La littérature est une fête (1986)
- Choix de lettres II, 1937-1945, Traité des jours sombres (1992)
- Choix de lettres III, 1946-1968, Le Don des langues (1996)

往復書簡
- (カトリーヌ・ポッジ（フランス語版）) Catherine Pozzi & Jean Paulhan, Correspondance 1926-1934, Éditions Claire Paulhan, 1999.
- (ミシェル・レリス) Michel Leiris & Jean Paulhan, Correspondance 1926-1962, Éditions Claire Paulhan, 2000.
- (フランソワ・モーリアック) François Mauriac & Jean Paulhan, Correspondance 1925-1967, Éditions Claire Paulhan, 2001.
- (ポール・エリュアール) Paul Eluard & Jean Paulhan, Correspondance 1919-1944, Éditions Claire Paulhan, 2003.
- (マダガスカルからの手紙) Lettres de Madagascar, 1907-1910, Éditions Claire Paulhan (2007)
- (ロジェ・カイヨワ) Correspondance Jean Paulhan-Roger Caillois, Gallimard, Paris, 1991
- (アンドレ・ピエール・ド・マンディアルグ) Correspondance avec André Pieyre de Mandiargues, Gallimard, 2009.
- (ポール・エリュアール) Correspondance avec Paul Éluard, 1919-1944, Éditions Claire Paulhan, 2003
- (ヴァレリー・ラルボー) Correspondance avec Valery Larbaud. 1920-1957, Gallimard, 2010.
- (アルマン・プティジャン（フランス語版）) Correspondance avec Armand M Petitjean. 1934-1968, Gallimard, 2011.
- (ジョルジュ・ペロ（フランス語版）) Correspondance avec Georges Perros, 1951-1957, Calligrammes, 1987.
- (ジョルジュ・ペロ) Jean Paulhan & Georges Perros, Correspondance 1953-1967, Éditions Claire Paulhan, 2009.
- (ルイ・ギユー（フランス語版）) Jean Paulhan - Louis Guilloux, Correspondance 1929-1962, Éditions CNRS, 2010.
- (アルマン・プティジャン) Jean Paulhan, Armand Petitjean, Correspondance 1934-1968, Gallimard, 2011.
- (マルク・ベルナール（フランス語版）) Marc Bernard & Jean Paulhan, Correspondance 1928-1968, Éditions Claire Paulhan, 2013.
- (ジャン＝リシャール・ブロック) Jean-Richard Bloch & Jean Paulhan, Correspondance 1926-1940, Éditions Claire Paulhan, 2014.

ジャン・ポーラン全著作集
Œuvres complètes, Gallimard
- I. Récits (2006) - 小説
- II. L'art de la contradiction (2009) - 矛盾の芸術
- III. Les Fleurs de Tarbes (2011) - タルブの花
- IV. Critique littéraire, I (2018) - 文芸評論 I
- V. Critique littéraire, II (2018) - 文芸評論 II

## 参考資料
- Claire Paulhan, Bernard Baillaud, Chronologie biographique de JEAN PAULHAN (1884-1968) - Société des lecteurs de Jean Paulhan.
- PAULHAN Jean - Maitron.
- Marc Fumaroli, La quête ardente de Jean Paulhan, le 19 avril 2007, Le Monde.
- Jean PAULHAN, Académie française.
- Maurice GARÇON, Réponse au discours de réception de Jean Paulhan, le 27 février 1964, Académie française.
- 深澤秀夫「言葉への旅 ― ジャン・ポーランのマダガスカル」- 初出：『文化解体の想像力－シュルレアリスムと人類学的思考の近代－』鈴木雅雄・真島一郎編、人文書院、2000年、321-361頁
  - 改訂：あわただしい旅立ち - 穏やかな旅路 - 冒険無き時代の旅人 - 勤勉な教師の孤独 - ポーランのマダガスカル - 未完の「国語」- 言葉の世界へ - その後のポーラン - ハイン・テーニの「難解さ」- 定型に非ざる定型の救い
- 村山紀明「《lieucommun》の意義」『Language Studies : 言語センター広報』第23巻、小樽商科大学言語センター、2015年、39-46頁、hdl:10252/5457、ISSN 0919-3006、NAID 120005602871。